# Premi Turing
El Premi Turing és considerat per molts com el Premi Nobel de la Informàtica. És atorgat anualment per l'Associació per a la Maquinària Computacional (ACM) a qui hagi contribuït de manera transcendental al camp de les ciències computacionals. El guardó rendeix tribut a Alan Mathison Turing. Després de 40 anys d'existència, el 2006 es va atorgar el guardó a la primera dona, Frances Allen.
Entre 2007 i 2013, el guanyador era recompensat amb 250.000 dòlars, co-patrocinat per Intel i Google. A partir de 2014, amb el patrocini de Google, el premi ha arribat al milió de dòlars.

## Guardonats
| Any  | Nom                                              | Motiu |
| ---- | ------------------------------------------------ | --- |
| 1966 | Alan Perlis                                      | Per la seva influència en les àrees de tècniques de programació avançades i construcció de compiladors. |
| 1967 | Maurice V. Wilkes                                | Pel disseny i construcció d'EDSAC, el primer ordinador de programa emmagatzemament en memòria interna. |
| 1968 | Richard Hamming                                  | Per la seva feina en mètodes numèrics, sistemes de codificació automàtics, i pel desenvolupament de codis de detecció i correcció d'errors. |
| 1969 | Marvin Minsky                                    | Per les seves aportacions a intel·ligència artificial. |
| 1970 | JH Wilkinson                                     | Per les seves investigacions en anàlisi numèrica per facilitar l'ús de computadors digitals d'alta velocitat. |
| 1971 | John McCarthy                                    | Per les seves aportacions al camp de la intel·ligència artificial. |
| 1972 | Edsger Dijkstra                                  | Per les seves contribució a la "ciència i art" dels llenguatges de programació. |
| 1973 | Charles W. Bachman                               | Per les seves aportacions a la tecnologia de bases de dades. |
| 1974 | Donald Erwin Knuth                               | Per les seves contribucions a anàlisi d'algorismes i el disseny de llenguatges de programació. |
| 1975 | Allen Newell Herbert A. Simon                    | Per les seves aportacions a intel·ligència artificial, la psicologia de la percepció humana i processament de llistes. |
| 1976 | Michael O. Rabin Dana S. Scott                   | Pel seu treball en autòmats finits, introduint la idea de màquines no deterministes. |
| 1977 | John Backus                                      | Per les seves contribucions al disseny de sistemes de programació d'alt nivell i per la publicació de procediments formals per a l'especificació de llenguatges de programació. |
| 1978 | Robert W. Floyd                                  | Per la seva influència en metodologies per a la creació de programari eficient i fiable, i per les seves aportacions en els següents camps: teoria d'anàlisi sintàctica, semàntica en llenguatges de programació, verificació automàtica de programes, síntesi automàtica de programes i anàlisi d'algorismes. |
| 1979 | Kenneth E. Iverson                               | Per les seves pioners esforços en llenguatges de programació i notació matemàtica, donant com a resultat APL. |
| 1980 | C. Antony R. Hoare                               | Per les seves importants contribucions a la definició i disseny de llenguatges de programació. |
| 1981 | Edgar F. Codd                                    | Per les seves contínues i importants aportacions a la teoria i pràctica dels sistemes de gestió de bases de dades, ideant l'enfocament relacional de la gestió de bases de dades. |
| 1982 | Stephen A. Cook                                  | Per les seves aportacions en el camp de la complexitat computacional. Va idear els fonaments de la teoria de NP-completesa. |
| 1983 | Kenneth L. Thompson Dennis M. Ritchie            | Per les seves contribucions al desenvolupament de sistemes operatius en general i la creació de Unix en particular. |
| 1984 | Niklaus Wirth                                    | Pel desenvolupament d'una sèrie d'innovadors llenguatges de programació com EULER, ALGOL-O, MODULA i PASCAL. |
| 1985 | Richard M. Karp                                  | Per les seves contribucions a la teoria d'algorismes, la identificació de problemes computables en temps polinomial i a la teoria de NP-completesa. |
| 1986 | John Hopcroft Robert Tarjan                      | Pels seus èxits en l'anàlisi i disseny d'algorismes i estructures de dades. |
| 1987 | John Cocke                                       | Per la seva aportació a la teoria de compiladors, arquitectura de grans sistemes i el desenvolupament de joc d'instruccions reduït RISC. |
| 1988 | Ivan Sutherland                                  | Per les seves aportacions a la computació gràfica. |
| 1989 | William Kahan                                    | Per les seves contribucions a l'anàlisi numèrica, particularment en computació en coma flotant. |
| 1990 | Fernando J. Corbató                              | Per la seva feina liderant el desenvolupament de CTSS i Multics. |
| 1991 | Robin Milner                                     | Per tres èxits: - Desenvolupament del sistema LCF, probablement la primera eina de demostració automàtica de teoremes. - Desenvolupament del llenguatge ML, metallenguatge per escriure estratègies i tàctiques en LCF. Primer llenguatge en tenir un sistema polimòrfic de tipus amb inferència automatitzada i maneig d'excepcions segur des del punt de vista de tipus. - Desenvolupament d'un marc teòric per a l'anàlisi de sistemes concurrents, el càlcul de sistemes comunicants (CCS) i el seu successor, el càlcul-π. |
| 1992 | Butler W. Lampson                                | Per les seves contribucions al desenvolupament d'entorns distribuïts i la tecnologia per a la seva implementació: estacions de treball, xarxes, sistemes operatius, sistemes de programació, monitors, publicació de documents i seguretat. |
| 1993 | Juris Hartmanis Richard E. Stearns               | Per establir els fonaments del camp de la teoria de complexitat computacional. |
| 1994 | Edward Feigenbaum Raj Reddy                      | Pel disseny i construcció de grans sistemes d'intel·ligència artificial. |
| 1995 | Manuel Blum                                      | En reconeixement de les seves aportacions als fonaments de la teoria de complexitat computacional i la seva aplicabilitat a la criptografia. |
| 1996 | Amir Pnueli                                      | Per la seva feina introduint la lògica temporal en informàtica i per les seves importants aportacions a la verificació de programes i sistemes. |
| 1997 | Douglas Engelbart                                | Per la seva feina en computació interactiva. |
| 1998 | Jim Gray                                         | Per les seves contribucions en bases de dades, investigació en el processament de transaccions i implementació de sistemes. |
| 1999 | Frederick P. Brooks, Jr                          | Per les seves contribucions a arquitectura de computadors, sistemes operatius i enginyeria del programari. |
| 2000 | Andrew Chi-Chih Yao                              | En reconeixement de les seves importants aportacions a la teoria de la computació, criptografia. |
| 2001 | Ole-Johan Dahl Kristen Nygaard                   | Per la seva feina en els llenguatges de programació Simula I i Simula67, que van permetre l'aparició de la programació orientada a objectes. |
| 2002 | Ronald Rivest Adi Shamir Leonard Adleman         | Importants aportacions a la criptografia, en particular l'algoritme RSA. |
| 2003 | Alan Kay                                         | Pioner de la programació orientada a objectes i pare del llenguatge Smalltalk. |
| 2004 | Vinton G. Cerf Robert E. Kahn                    | Pel protocol TCP/IP. |
| 2005 | Peter Naur                                       | Per les seves contribucions fonamentals en el desenvolupament i definició de l'Algol 60, el seu disseny del compilador i l'art en la pràctica de la programació. |
| 2006 | Frances Allen                                    | Per les seves contribucions que van millorar fonamentalment el rendiment dels programes d'ordinador i accelerar l'ús de sistemes de computació d'alt rendiment. |
| 2007 | Edmund M. Clarke E. Allen Emerson Joseph Sifakis | Pel seu treball pioner en un mètode automatitzat (anomenat "model checking" en anglès) per trobar errors de disseny en programari i maquinari. |
| 2008 | Barbara H. Liskov                                | Per la seva contribució als fonaments teòrics i pràctics en el disseny de llenguatges de programació i sistemes, especialment relacionats amb l'abstracció de dades, tolerància a fallades i computació distribuïda. |
| 2009 | Charles P. Thacker                               | Pel seu disseny pioner i la realització del Xerox Alto, el primer ordinador personal modern, i les seves contribucions a Ethernet i el Tablet PC. |
| 2010 | Leslie G. Valiant                                | Per les seves contribucions transformadores a la teoria de la computació, inclosa la teoria d'aprenentatge de probablement aproximadament correcte, la complexitat de l'enumeració i programació algebraica, i la teoria de programació paral·lela i distribuïda.. |
| 2011 | Judea Pearl                                      | Per contribucions fonamentals a la intel·ligència artificial mitjançant càlcul de probabilitat i raonament causal. |
| 2012 | Silvio Micali · Shafi Goldwasser                 | Per la seva obra transformadora que va bastir els fonaments en teoria de la complexitat de la ciència de la criptografia i, tot fent-ho, va obtenir mètodes pioners per a la verificació eficient de proves matemàtiques en teoria de la complexitat. |
| 2013 | Leslie Lamport                                   | Per contribucions fonamentals a la teoria i la pràctica dels sistemes distribuïts i concurrents, en especial la invenció de conceptes com la causalitat i els rellotges lògics, la seguretat i la vida, màquines d'estat replicades, i consistència seqüencial. |
| 2014 | Michael Stonebraker                              | Per contribucions fonamentals als conceptes i les pràctiques que són la base dels sistemes de bases de dades moderns. |
| 2015 | Martin E. Hellman · Whitfield Diffie             | Per contribucions fonamentals a la criptografia moderna. L'article pioner de 1976, "New Directions in Cryptography," va presentar les idees de criptografia de clau pública i signatures digitals, que són el fonament de la majoria de protocols de seguretat que s'utilitzen normalment a Internet avui en dia. |
| 2016 | Tim Berners-Lee                                  | Per inventar el World Wide Web, el primer navegador web, i els protocols i algorismes fonamentals que permeten que el Web escali. |
| 2017 | John L. Hennessy · David Patterson               | Per haver estat pioners d'una aproximació sistemàtica i quantitativa al disseny i l'avaluació d'arquitectures informàtiques, amb un impacte durador a la indústria dels microprocessadors. |
| 2018 | Yoshua Bengio · Geoffrey Hinton · Yann LeCun     | Per descobriments conceptuals i d'enginyeria que han fet de les xarxes neuronals profundes un component crític de la informàtica. |
| 2019 | Edwin Catmull · Pat Hanrahan                     | Per contribucions fonamentals als gràfics d'ordinador en 3-D, i l'impacte revolucionari d'aquestes tècniques en la imatge generada per ordinador (CGI) en la producció de pel·lícules i altres aplicacions. |
| 2020 | Alfred Aho · Jeffrey Ullman                      | Pels algorismes i la teoria fonamentals en què es basa la implementació de llenguatges de programació, i per sintetitzar els seus resultats i els d'altres en els seus influents llibres, que han educat generacions d'informàtics. |
| 2021 | Jack Dongarra                                    | Per les seves contribucions pioneres als algorismes i llibreries numèriques que han permès que el programari de computació d'alt rendiment estigui a l'alçada de les millores exponencials en el maquinari durant més de quatre dècades. |
| 2022 | Robert Metcalfe                                  | Per la invenció, estandardització, i comercialització d'Ethernet. |
| 2023 | Avi Wigderson                                    | Per remodelar la nostra comprensió del paper de l'aleatorietat a la computació i per dècades de lideratge intel·lectual a la informàtica teòrica. |

## Nombre de guardons per nacionalitat
Aquesta és la distribució dels Premis Turing des de 1966 fins a 2014. Les nacionalitats dels guardonats estan basades en el seu lloc (l'estat) de naixença, no on van desenvolupar el seu treball com investigadors.
- EUA: 46
- Regne Unit: 8
- Israel: 3
- Noruega: 2
- Canadà: 2
- Alemanya: 1
- Xina: 1
- Dinamarca: 1
- Letònia: 1
- Països Baixos: 1
- Suïssa: 1
- Veneçuela: 1
- Grècia: 1
- Itàlia: 1